# William Thayer Tutt
William Thayer Tutt (* 2. März 1912 in Coronado, Kalifornien; † 24. März 1989) war ein US-amerikanischer Eishockeyfunktionär.

## Karriere
William Thayer Tutt ließ sich in Colorado Springs nieder und sorgte dafür, dass 1948 das erste Finalturnier der National Collegiate Athletic Association durchgeführt werden konnte. Dieses fand in den ersten zehn Jahren jeweils im Broadmoor Hotel in Colorado Springs statt. In der Folgezeit gelang es ihm 1959 die sowjetische Eishockeynationalmannschaft erstmals in die Vereinigten Staaten zu holen. Er war zudem mitverantwortlich für die Austragung der Eishockey-Weltmeisterschaft 1962 in Colorado Springs. Von 1966 bis 1969 war er Präsident der Internationalen Eishockey-Föderation IIHF. Von 1972 bis 1986 war er Präsident der Amateur Hockey Association of the United States (AHAUS). Im Jahr 1973 wurde er in die United States Hockey Hall of Fame sowie 1978 in die Hockey Hall of Fame aufgenommen. Im Jahr 1978 erhielt er zudem die Lester Patrick Trophy für besondere Verdienste um das Eishockey in den Vereinigten Staaten.
In zweiter Ehe war William Thayer Tutt mit der Eiskunstläuferin Yvonne Sherman verheiratet. Er war dafür verantwortlich, dass der Eiskunstlaufverband der USA nach Colorado Springs umgesiedelt wurde, wo auch mehrere Weltmeisterschaften durchgeführt wurden. Aus diesem Grunde wurde er 1995 in die Eiskunstlauf Hall of Fame aufgenommen.

## Auszeichnungen
- 1973 Aufnahme in die United States Hockey Hall of Fame
- 1978 Aufnahme in die Hockey Hall of Fame
- 1978 Lester Patrick Trophy
- 1995 Aufnahme in die Eiskunstlauf Hall of Fame